# Harwich (Massachusetts)
Harwich ist eine Kleinstadt im Barnstable County im US-Bundesstaat Massachusetts. Im Jahr 2020 lebten dort 13.440 Einwohner in 5.391 Haushalten,  auf einer Fläche von 54,1 km².

## Geographie
Nach dem United States Census Bureau hat Harwich eine Gesamtfläche von 85,8 km², von denen 54,1 km² Land und 31,7 km² Wasser sind.

### Geografische Lage
Harwich befindet sich am Südufer von Cape Cod am Nantucket Sound.

### Nachbargemeinden
Alle Entfernungen sind als Luftlinien zwischen den offiziellen Koordinaten der Orte aus der Volkszählung 2010 angegeben.
- Nordosten: Orleans, 13,8 km
- Osten: Chatham, 8,6 km
- Westen: Dennis, 8,1 km
- Norden: Brewster, 7,2 km

Im Osten schließt sich Chatham, im Westen Dennis unmittelbar an. Die nächstgelegene Großstadt Boston mit dem Logan International Airport befindet sich in einer Entfernung von rund 120 Kilometern im Nordwesten.

### Stadtgliederung
In Harwich gibt es drei Orte: Harwichport, South Harwich und West Harwich.

### Klima
Die mittlere Durchschnittstemperatur in Harwich liegt zwischen −1,7 °C (29 °F) im Januar und 20,6 °C (69 °F) im Juli. Damit ist der Ort gegenüber dem langjährigen Mittel der USA um etwa 9 Grad kühler. Die Schneefälle zwischen Oktober und Mai liegen mit bis zu zweieinhalb Metern mehr als doppelt so hoch wie die mittlere Schneehöhe in den USA; die tägliche Sonnenscheindauer liegt am unteren Rand des Wertespektrums der USA.

## Geschichte

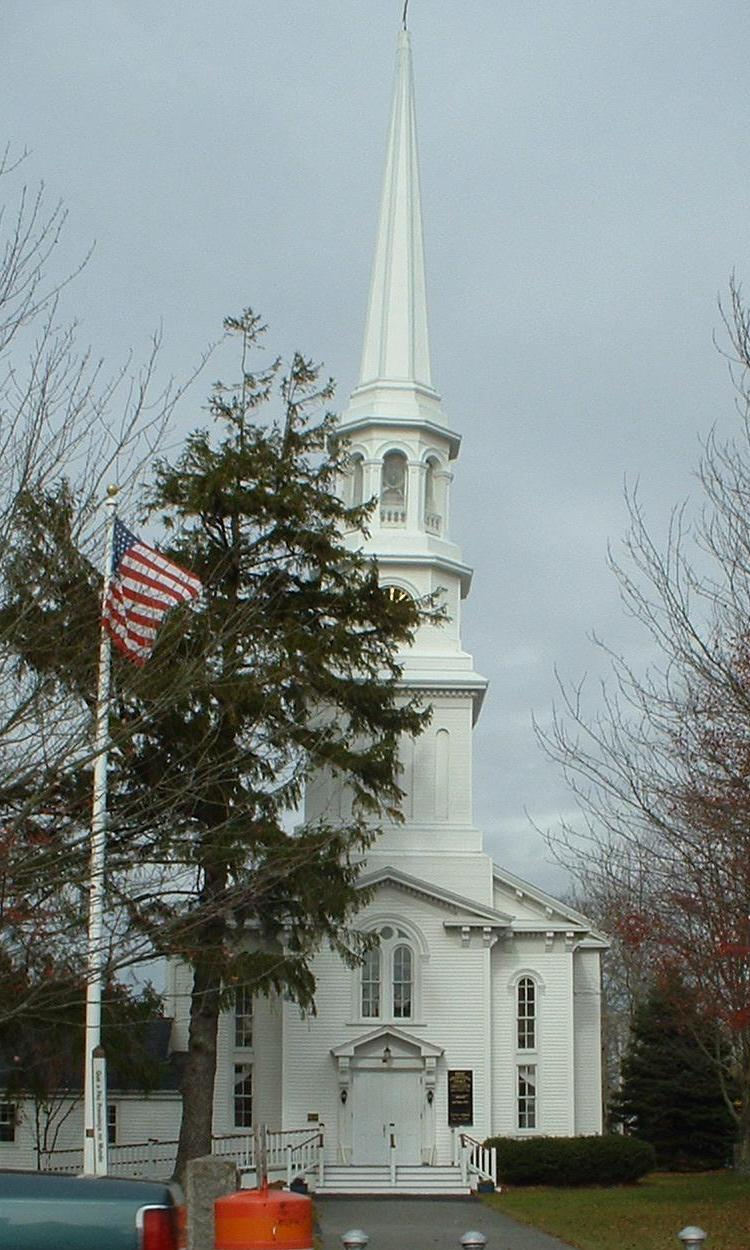
Congregational Church

Ureinwohner der Gegend waren Indianer, die Landflächen ab dem Jahr 1670 an europäische Siedler verkauften, die in erster Linie aus Irland und England kamen. Der Ort wurde in Anlehnung an die Stadt Harwich in der Grafschaft Essex benannt. Die Stadtgründung erfolgte 1694. Die ersten Siedler bestritten ihren Lebensunterhalt zunächst von der Land-, Holz- und Fischwirtschaft. Schon bald wurde der Walfang ein bedeutender Wirtschaftszweig. Dieser erfolgte zunächst von kleinen, offenen Walfangbooten aus. Aufgrund der günstigen Lage am Wasser wurden Schiffbaubetriebe gegründet. Ein weiterer wichtiger Wirtschaftszweig wurde der Anbau und die Ernte von Moosbeeren (englisch: Cranberries), die im Barnstable County von Buzzards Bay im Nordwesten bis Chatham im Südosten angebaut wurden, wobei Harwich eine zentrale Rolle einnahm. Das Harwich Cranberry Festival mit einem Feuerwerk wird nach wie vor in jedem Jahr im September veranstaltet.
Mit dem Bau einer Hafenanlage wurden der Handel sowie der Tourismus nachhaltig gefördert und es entstanden teilweise architektonisch reizvolle Gebäude, beispielsweise das Captain James Berry House, das ebenso wie die Chase Library und die South Harwich Methodist Church in der Liste der Einträge im National Register of Historic Places im Barnstable County verzeichnet ist. In den Sommermonaten steigt die Einwohnerzahl auf bis zu 37.000 Personen an, wenn die Besucher diverse touristische Angebote nutzen. Harwich besitzt auch einen Golfplatz und eine Baseballanlage. Der Ort entwickelte sich mittlerweile zum beliebten Ruhesitz wohlhabender Amerikaner, was auch in dem hohen Durchschnittsalter der Einwohner zum Ausdruck kommt.
Seit Anfang des 21. Jahrhunderts nimmt der Umweltschutz eine führende Rolle im Ort ein. Viele Wohnhäuser und ungenutzte Flächen wurden zur Energieerzeugung mit Solarzellen ausgerüstet.

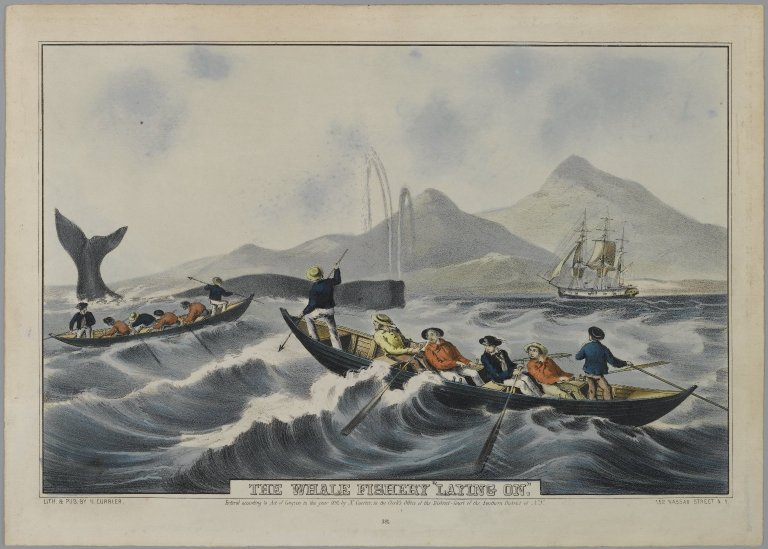
Walfang in den 1800er Jahren (Illustration)
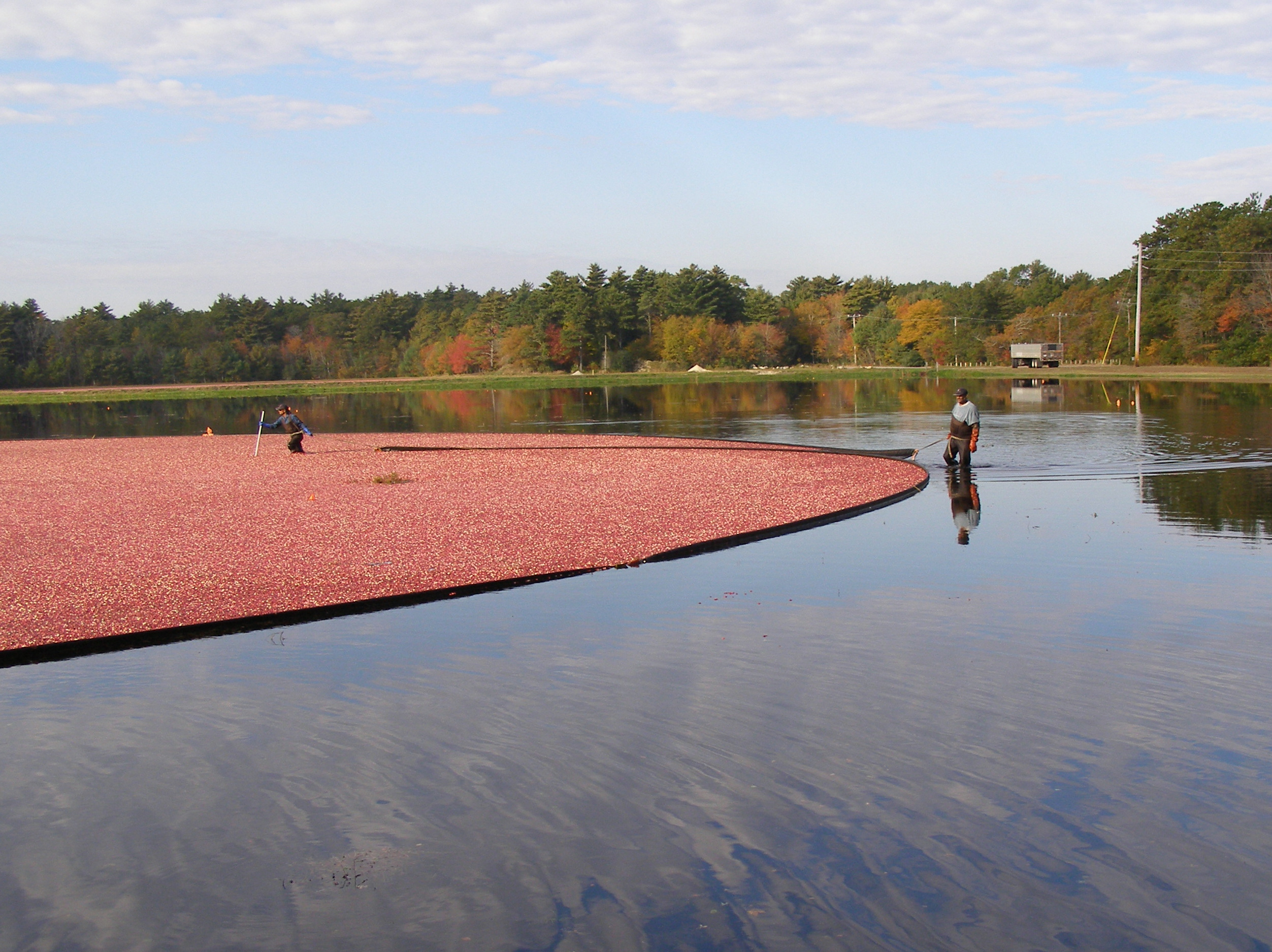
Cranberry-Ernte
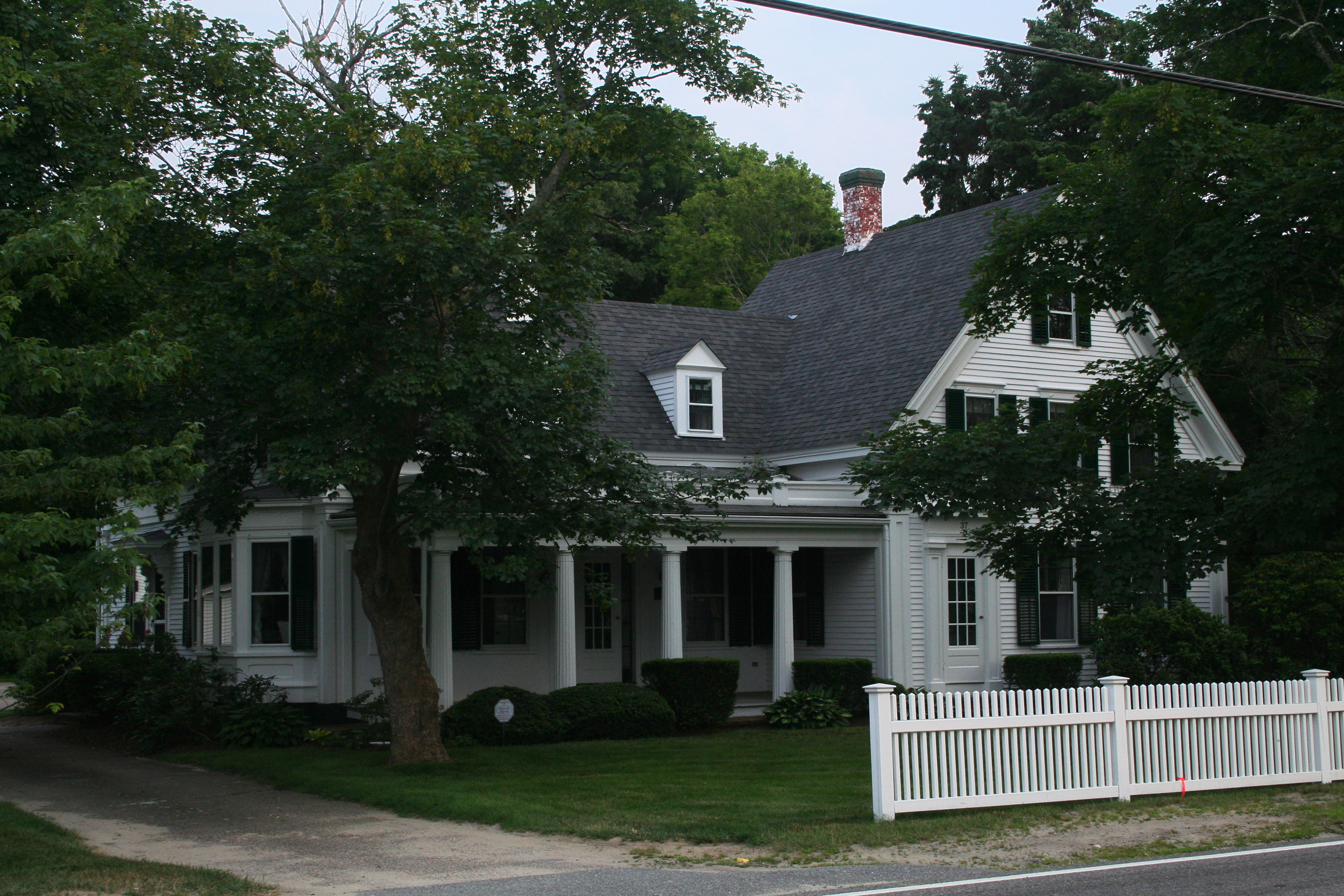
Historische Architektur, Captain James Berry House
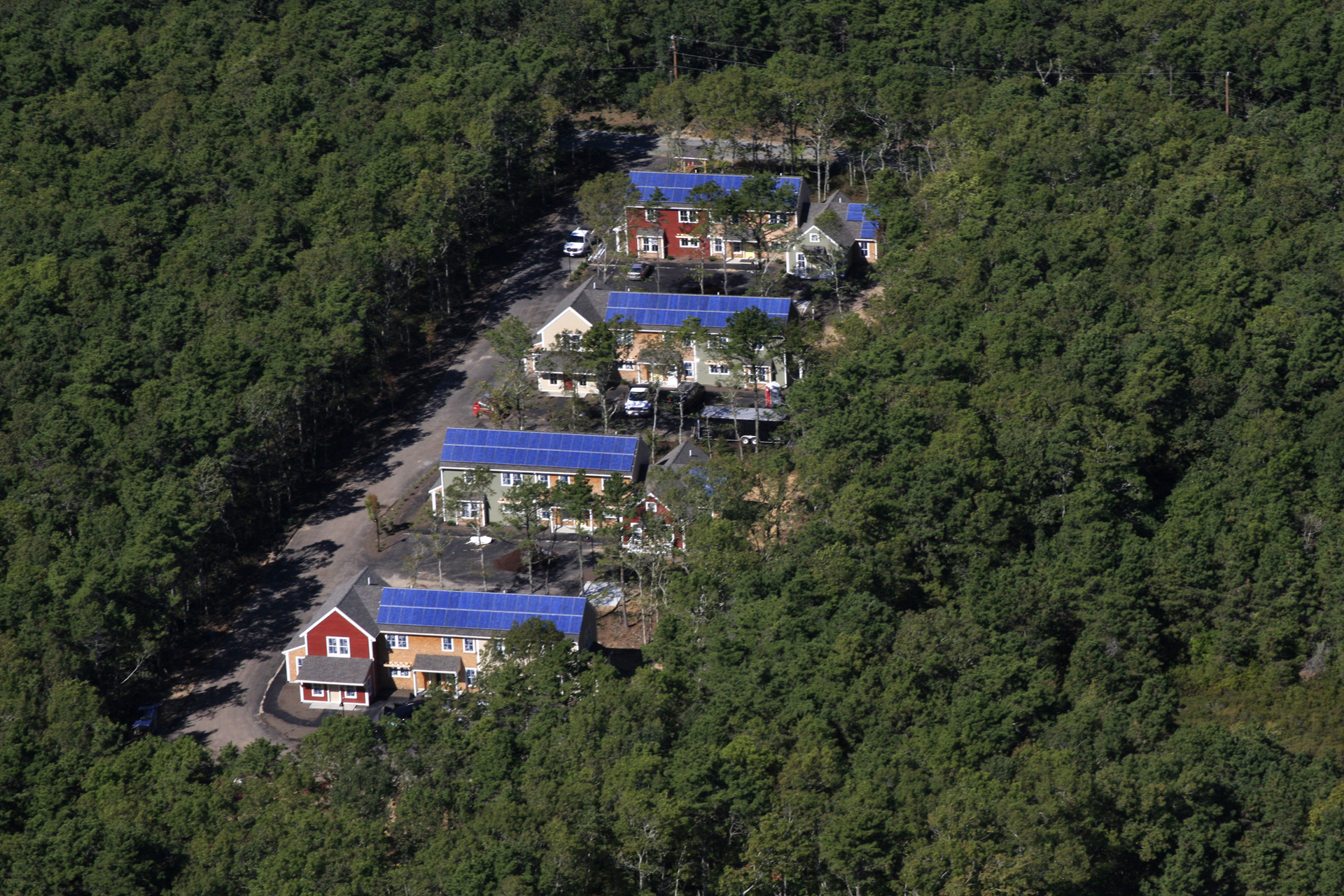
Solaranlagen auf Wohnhäusern

### Einwohnerentwicklung
| Volkszählungsergebnisse – Town of Harwich, Massachusetts | Volkszählungsergebnisse – Town of Harwich, Massachusetts | Volkszählungsergebnisse – Town of Harwich, Massachusetts | Volkszählungsergebnisse – Town of Harwich, Massachusetts | Volkszählungsergebnisse – Town of Harwich, Massachusetts | Volkszählungsergebnisse – Town of Harwich, Massachusetts | Volkszählungsergebnisse – Town of Harwich, Massachusetts | Volkszählungsergebnisse – Town of Harwich, Massachusetts | Volkszählungsergebnisse – Town of Harwich, Massachusetts | Volkszählungsergebnisse – Town of Harwich, Massachusetts | Volkszählungsergebnisse – Town of Harwich, Massachusetts |
| Jahr                                                     | 1800                                                     | 1810                                                     | 1820                                                     | 1830                                                     | 1840                                                     | 1850                                                     | 1860                                                     | 1870                                                     | 1880                                                     | 1890                                                     |
| -------------------------------------------------------- | -------------------------------------------------------- | -------------------------------------------------------- | -------------------------------------------------------- | -------------------------------------------------------- | -------------------------------------------------------- | -------------------------------------------------------- | -------------------------------------------------------- | -------------------------------------------------------- | -------------------------------------------------------- | -------------------------------------------------------- |
| Einwohner                                                |                                                          |                                                          |                                                          |                                                          |                                                          | 3.258                                                    | 3.423                                                    | 3.080                                                    | 3.265                                                    | 2.734                                                    |
| Jahr                                                     | 1900                                                     | 1910                                                     | 1920                                                     | 1930                                                     | 1940                                                     | 1950                                                     | 1960                                                     | 1970                                                     | 1980                                                     | 1990                                                     |
| Einwohner                                                | 2.334                                                    | 2.115                                                    | 1.846                                                    | 2.329                                                    | 2.535                                                    | 2.649                                                    | 3.747                                                    | 5.892                                                    | 8.971                                                    | 10.275                                                   |
| Jahr                                                     | 2000                                                     | 2010                                                     | 2020                                                     | 2030                                                     | 2040                                                     | 2050                                                     | 2060                                                     | 2070                                                     | 2080                                                     | 2090                                                     |
| Einwohner                                                | 12.386                                                   | 12.243                                                   | 13.440                                                   |                                                          |                                                          |                                                          |                                                          |                                                          |                                                          |                                                          |

## Kultur und Sehenswürdigkeiten

### Museen
Die Harwich Historical Society unterhält in Harwich das
- Brooks Academy Museum[11]

### Bauwerke
In Harwich wurden ein Distrikt und mehrere Bauwerke in die Liste der Einträge im National Register of Historic Places im Barnstable County eingetragen.
- Harwich Historic District, 1975 unter der Register-Nr. 75000245.[12]

- Captain James Berry House, 1986 unter der Register-Nr. 86001837.[13]
- Chase Library, 2014 unter der Register-Nr. 14001094.[14]
- South Harwich Methodist Church, 1986 unter der Register-Nr. 86001887.[15]

### Parks
Der Hawksnest State Park ist ein 236 Acres (95 Ha) großes Naturschutzgebiet. Dort befinden sich neben Campingplätzen Möglichkeiten für Wanderer und Angler und Badegäste.

## Wirtschaft und Infrastruktur

### Verkehr
Harwich wird im Norden vom U.S. Highway 6 tangiert, die Massachusetts Route 28 verläuft durch den Süden, parallel zum Highway.
Fährverbindungen existieren zur südlich gelegenen Insel Nantucket.
Es gibt keinen Bahnhof oder Flughafen im Ort. Der Cape-Cod-Fahrradweg auf einer stillgelegten Bahntrasse und mehrere andere Fahrradwege verlaufen durch den Ort. Das nächste öffentliche Flugfeld befindet sich in Chatham, der nächste Regionalflughafen ist der Barnstable Municipal Airport (HYA) und der nächste nationale und internationale Flughafen ist der Logan International Airport in Boston.

### Öffentliche Einrichtungen
DasCape Cod Healthcare Urgent Care - Harwich befindet sich in der Nähe des Long Pound an der Massachusetts Route 6. Es dient der medizinischen Versorgung des Ortes sowie der südöstlichen Eckes des Capes.
Die Chase Library geht auf die Gründung des Sunshine Club von Ruth Nickerson 1905 zurück. Sie wurde dabei von Salome Chase unterstützt. Nickersons Ehemann spendete der Bücherei 1907 ein Grundstück und der Ehemann von Salome Chase finanzierte den Bau des Gebäudes. Die ursprünglichen Holzböden wurden 2013 erneuert. Das Gebäude wurde 2014 unter Denkmalschutz gestellt.

### Bildung
Harwich gehört mit Chatham zum Monomoy Regional School District.
Es werden folgende Schulen angeboten:
- Chatham Elementary School
- Harwich Elementary School
- Monomoy Regional Middle School
- Monomoy Regional High School

## Persönlichkeiten

### Söhne und Töchter der Stadt
- Joshua Gage (1763–1831), Politiker
- Thomas Nickerson (1805–1883), Waljäger

### Persönlichkeiten, die vor Ort gewirkt haben
- Erik H. Erikson (1902–1994), Psychoanalytiker